# Reinhard Frank (Politiker, 1804)
Karl Reinhard Florens Frank (* 5. August 1804 in Vöhl; † 28. Oktober 1856 in Gießen) war ein hessischer Jurist und Politiker und Abgeordneter der 2. Kammer der Landstände des Großherzogtums Hessen.
Reinhard Frank war der Sohn des Pfarrers Friedrich Heinrich Alexander Frank und dessen Ehefrau Luise Friedrich Elisabetha Christina, geborene Bchmann (auch: Buchmann). Frank, der evangelischen Glaubens war, heiratete am 14. April 1836 in Buchenau Karoline geborene Klingelhöfer (1811–1899).
Frank studierte ab 1821 Rechtswissenschaften an der Universität Gießen und wurde 1827 Akzessist am Landgericht Vöhl und ab 1830 am Hofgericht Gießen. 1835 wurde er Assessor mit Stimme am Landgericht Homberg an der Ohm. Seit 1840 arbeitete er als Advokat und Prokurator am Hofgericht Gießen.
1850 gehörte er der Zweiten Kammer der Landstände an. Er wurde für den Wahlbezirk der Stadt Gießen gewählt.